# Sébastien Huguenet
Sébastien Huguenet   (Chaumont, 21 de gener de 1652 - Versalles, 27 de febrer de 1721) fou un violinista francès.

## Biografia
Sébastien Huguenet era natural de Chaumont-en-Bassigny, on el seu pare Sébastien complia les funcions d'organista. Va ser músic de violí a La Petite Bande entre 1667 i 1712 com a mínim, a lOrquestra de la Chapelle Royale des de 1673 fins a la seva mort, a La Musique de la Reine de 1676 a 1683. Va formar part dels Vint-i-quatre violins el 1680. Fou valet de chambre de Maria Adelaida de Savoia duquessa de Borgonya. És ordinari de la música del rei. Va ballar al ballet de Flore (13 de febrer de 1669) i al Ballet des ballets (2 de desembre de 1671). El 1720 va actuar en deu representacions del ballet Les Folies de Cardenio de Delalande ballant davant Lluís XV a les Tuileries.
Es va casar el 1703 amb Madeleine Pieche. Va viure a Versalles a les petites quadres. El seu germà Pierre Huguenet també era músic de la cort.